# Confederación Española de Organizaciones Empresariales
La Confederación Española de Organizaciones Empresariales (CEOE, Confédération espagnole des entreprises) est une institution espagnole fondée en juin 1977 qui représente le patronat espagnol.
Elle est membre de BusinessEurope.

## Présidents
- Joan Rosell (2010 - )
- Gerardo Díaz Ferrán (2007 - 2010)
- José María Cuevas (1984 - 2007)
- Carlos Ferrer Salat (1977 - 1984)

## Source
- (es) Cet article est partiellement ou en totalité issu de l’article de Wikipédia en espagnol intitulé « Confederación Española de Organizaciones Empresariales » (voir la liste des auteurs).